# Kuwaa jezici
Kuwaa jezici, malena jezična podskupina šire skupine kru, čiji je jedini i istoimeni predstavnik jezik kuwaa (nazivan i belle, belleh, kowaao, kwaa) iz Liberije u okrugu Lofa.
širu skupinu kru čini zajkedno s aizi (3) istočni kru (11), seme (1) i zapadni kru (23) jezicima. Ukupan broj govornika iznosi 	12.800 (Vanderaa 1991). 

## Vanjske poveznice
- Ethnologue (14th)
- Ethnologue (15th)